# Семёновский район (Полтавская область)
Семёновский район (укр. Семенівський район) — упразднённая административная единица на западе Полтавской области Украины. Административный центр — посёлок городского типа Семёновка.

## География
Семёновский район находится на западе Полтавской области Украины.
С ним соседствуют
Глобинский,
Великобагачанский,
Хорольский,
Оржицкий районы Полтавской области и
Чернобаевский район Черкасской области.
Площадь — 1300 км².
Административный центр — пгт Семёновка.
Через район протекают реки
Сула,
Кременчугское водохранилище (Днепр),
Хорол,
Кривая Руда,
Сухой Омельник.

## История
- Район образован в марте 1923 года.
- 17 июля 2020 года в результате административно-территориальной реформы район вошёл в состав Кременчугского района[4].

## Демография
Население района составляет 24 195 человек (2019),
в том числе городское — 6 089 человек,
сельское — 18 106 человек.

## Административное устройство
Район включает в себя:
| - Поселковых советов: 1 - Сельских советов: 20 | - Посёлков городского типа: 1 - Сёл: 64 |

### Местные советы[7]
| - Семёновский поселковый совет - Беляковский сельский совет - Богдановский сельский совет - Василевский сельский совет - Веселоподольский сельский совет - Веремиевский сельский совет - Горошинский сельский совет - Жовтневый сельский совет - Заичинский сельский совет - Ивановский сельский совет - Криворудский сельский совет | - Липняговский сельский совет - Нарожанский сельский совет - Оболонский сельский совет - Очеретоватский сельский совет - Погребняковский сельский совет - Пузыревский сельский совет - Степановский сельский совет - Товстовский сельский совет - Устимовский сельский совет - Худолиевский сельский совет |

### Населённые пункты[8]
| с. Бадёровка с. Байрак с. Бакумовка с. Белогубы с. Беляки с. Богдановка с. Брусово с. Бурбино с. Буромка с. Василевка с. Василяки с. Великие Липняги с. Вербки с. Веремиевка с. Весёлый Подол с. Вольное с. Гаевка | с. Герасимовка с. Горошино с. Гребли с. Грицаи с. Демьяновка с. Егоровка с. Заичинцы с. Зикранцы с. Ивановка с. Калиновка с. Карпиха с. Кривая Руда с. Кукобы с. Курганное с. Лукашовка с. Малиновка с. Малые Липняги | с. Матвеевка с. Мироны с. Нарожье с. Наталенки с. Новая Александровка с. Новая Петровка с. Новоселица с. Новый Калкаев с. Оболонь с. Осокоры с. Очеретоватое с. Панивановка с. Погребняки с. Подол с. Пузыри с. Рокиты пгт Семеновка | с. Середино с. Слюзовка с. Старый Калкаев с. Степановка с. Строкачи с. Тарасовка (Малиновка) с. Толстое с. Тройняки с. Тукалы с. Устимовка с. Худолиевка с. Чаплинцы с. Червоный Лиман с. Шепелевка |

#### Ликвидированные населённые пункты[9]
| с. Красное | с. Саранчовка | с. Черевки |

## Экономика
Площади сельскохозяйственных угодий составляет 101832,1 га, в том числе пахотной земли — 76010,8 га., площадь лесов и лесополос — 3084 га. Площадь заповедного фонда — 4338 га.
Сельское хозяйство района представлено 112 сельскохозяйственными предприятиями разных форм собственности, из них 40 частных предприятий. Функционирует 71 фермерское хозяйство. Район ориентирован на сельское хозяйство, наиболее развита отрасль растениеводство по выращиванию озимой пшеницы, ячменя, кукурузы, сахарных бураков, подсолнечника.
Развито скотоводство и свиноводство.
Научные организации района представляет Веселоподольская исследовательская-селекционная станция, которая была основана в начале 1925 года.

## Транспорт
- Через ПГТ проходит железная дорога — станция «Веселый Подол», есть автовокзал, автобусная связь с городами Киев, Полтава, Днепр, Чернигов, Кропивницкий, Кременчуг, Миргород.

## Образование и культура
Система образования объединяет 13 школ I—III ступеней, 16 — I—II ступеней, 1 школа — I ступени, в которых учится 3218 учеников, а также две школы нового типа — учебно-воспитательные комплексы с лецейными классами.
Дошкольно-воспитательных организаций — 9, которые посещают более 300 детей.
Сеть организаций культурно-бытового обслуживания представлена 46 библиотеками, 44 сельскими клубами и домами культуры.
В районе действует музыкальная школа и два её филиала. Работают две детские и юношеские спортивные школы в пгт Семёновка и селе Кривая Руда, действуют два народных историко-краеведческих музея в пгт Семёновка и селе Очеретоватое. Издаётся районная газета «Семенівський вісник».
Медицинское обслуживание обеспечивает районная больница на 150 коек, 3 участковых больницы, 42 фельдшерско-акушерских пункта.

## Достопримечательности
Сахарный завод, Зелёный Кут, Футбольное поле «Колос», Парк им. Глибова, Пруд